# 過去主義
過去主義（かこしゅぎ、英語: preterism）とは、キリスト教神学において、ヨハネの黙示録やダニエル書等に預言された終末的な出来事は、すでに過去に起こったと考える立場を言う。ラテン語で「～を過ぎて」を意味する praeter と -ism からの造語。